# Тарбушевский сельский округ
Тарбушевский сельский округ — упразднённая административно-территориальная единица, существовавшая на территории Озёрского района Московской области в 1994—2006 годах.
Тарбушевский сельсовет был образован в первые годы советской власти. По данным 1922 года он входил в состав Суковской волости Коломенского уезда Московской губернии.
В 1926 году Тарбушевский с/с включал 1 населённый пункт — деревню Тарбушево.
В 1929 году Тарбушевский сельсовет вошёл в состав Озёрского района Коломенского округа Московской области.
17 июля 1939 года Тарбушевский с/с был упразднён, а его единственный населённый пункт (Тарбушево) был передан в Комарёвский с/с.
13 мая 1969 года Тарбушевский с/с был восстановлен в составе Озёрского района путём преобразования Мощаницкого с/с.
23 июня 1988 года в Тарбушевском с/с была упразднена деревня Гомзяково.
3 февраля 1994 года Тарбушевский с/с был преобразован в Тарбушевский сельский округ.
В ходе муниципальной реформы 2004—2005 годов Тарбушевский сельский округ прекратил своё существование как муниципальная единица. При этом его населённые пункты были переданы частью в городское поселение Озёры, а частью — в сельское поселение Бояркинское.
29 ноября 2006 года Тарбушевский сельский округ исключён из учётных данных административно-территориальных и территориальных единиц Московской области.